# Неудобная правда
«Неудобная правда» (англ. An Inconvenient Truth) — документальный фильм о глобальном потеплении (современном изменении климата), снятый в 2006 году режиссёром Дэвисом Гуггенхаймом при участии американского политика и экологического активиста Альберта Гора.
Фильм получил два «Оскара», в номинации «документальный фильм» и «песня к фильму». Его выход привлёк общественное внимание к проблеме глобального потепления и придал импульс экологическому движению.

## История
Премьера состоялась в 2006 году на кинофестивале Сандэнс. 22 мая 2006 года фильм вышел на экраны Нью-Йорка и Лос-Анджелеса, к ноябрю его сборы превысили 20 млн долларов.

## Структура фильма
В этом фильме Альберт Гор доступным языком разъясняет научную и политическую сторону своего понимания проблемы глобального потепления, возможные серьёзные последствия в ближайшем будущем, которые наступят, если не ограничить рост выброса в атмосферу углекислого газа, вызванного деятельностью человека.
Авторы фильма не ставили своей целью дать новую или ранее неизвестную информацию. Их целью была лишь популяризация научных знаний, которые были известны учёным ранее.
Фильм содержит также повествование Гора о собственной жизни. Его рассказ о трагической смерти сестры, которая страдала онкологическим заболеванием, является как бы метафорой той участи, которая грозит всему человечеству в случае хищного и недальновидного обращения с природой.

## Научная основа
Новостное агентство Associated Press опросило 19 специалистов по глобальному потеплению и приводит к выводу, что утверждения Гора корректно передают положение дел и содержат незначительное количество ошибок.

## Награды
В 2007 году фильм получил два «Оскара», в номинациях «документальный фильм» и «песня к фильму».
Американский институт киноискусства назвал его одним из крупнейших событий 2007 года.

## В культуре
Создатели «Южного парка» спародировали борьбу Гора с потеплением в эпизоде «Челмедведосвин».
Фильму посвящён специальный выпуск сериала «Футурама».